# Forces terrestres de défense botswanaises
 (mars 2024).
La mise en forme du texte ne suit pas les recommandations de Wikipédia : il faut le « wikifier ».
Les points d'amélioration suivants sont les cas les plus fréquents. Le détail des points à revoir est peut-être précisé sur la page de discussion.
- Les titres sont pré-formatés par le logiciel. Ils ne sont ni en capitales, ni en gras.
- Le texte ne doit pas être écrit en capitales (les noms de famille non plus), ni en gras, ni en italique, ni en « petit »…
- Le gras n'est utilisé que pour surligner le titre de l'article dans l'introduction, une seule fois.
- L'italique est rarement utilisé : mots en langue étrangère, titres d'œuvres, noms de bateaux, etc.
- Les citations ne sont pas en italique mais en corps de texte normal. Elles sont entourées par des guillemets français : « et ».
- Les listes à puces sont à éviter, des paragraphes rédigés étant largement préférés. Les tableaux sont à réserver à la présentation de données structurées (résultats, etc.).
- Les appels de note de bas de page (petits chiffres en exposant, introduits par l'outil «  Source ») sont à placer entre la fin de phrase et le point final[comme ça].
- Les liens internes (vers d'autres articles de Wikipédia) sont à choisir avec parcimonie. Créez des liens vers des articles approfondissant le sujet. Les termes génériques sans rapport avec le sujet sont à éviter, ainsi que les répétitions de liens vers un même terme.
- Les liens externes sont à placer uniquement dans une section « Liens externes », à la fin de l'article. Ces liens sont à choisir avec parcimonie suivant les règles définies. Si un lien sert de source à l'article, son insertion dans le texte est à faire par les notes de bas de page.
- La présentation des références doit suivre les conventions bibliographiques. Il est recommandé d'utiliser les modèles {{Ouvrage}}, {{Chapitre}}, {{Article}}, {{Lien web}} et/ou {{Bibliographie}}. Le mode d'édition visuel peut mettre en forme automatiquement les références.
- Insérer une infobox (cadre d'informations à droite) n'est pas obligatoire pour parachever la mise en page.

Pour une aide détaillée, merci de consulter Aide:Wikification.
Si vous pensez que ces points ont été résolus, vous pouvez retirer ce bandeau et améliorer la mise en forme d'un autre article.
Les Forces terrestres de défense botswanaises font partie de l'armée du Botswana et sont les composantes terrestres des Forces de défense botswanaises.

## Histoire

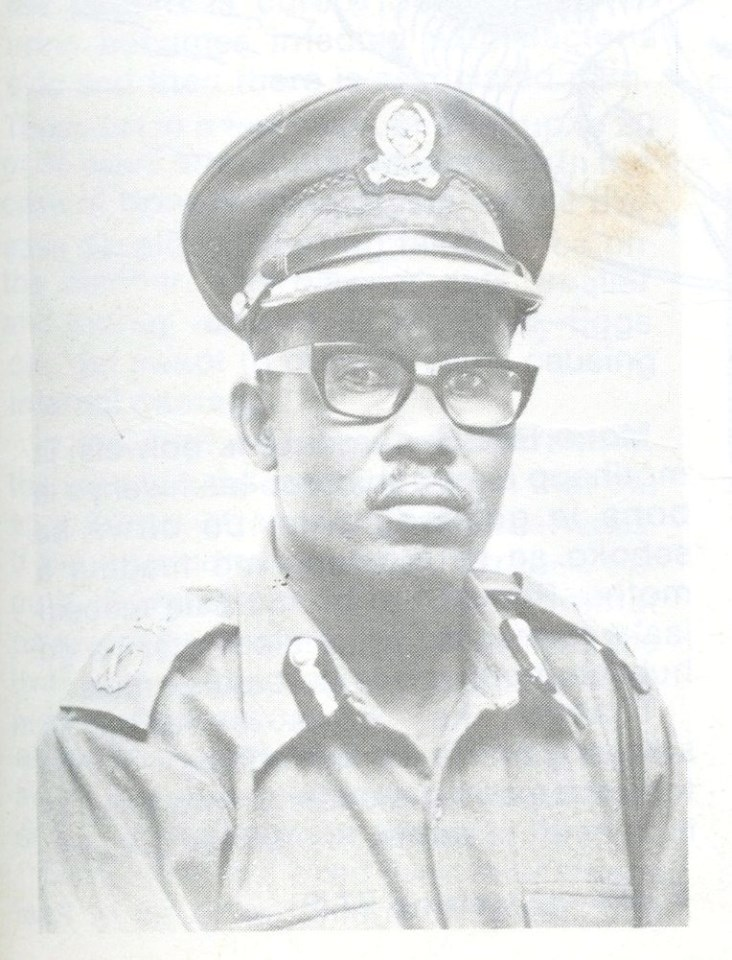
Le Général Mompati Merafhe, commandant fondateur des BDF.

Les Forces de défense botswanaises ont été créées en avril 1977 par une loi du Parlement appelée « Loi BDF NO 13 de 1977 » Le Lieutenant-Général Mompati Merafhe (à la retraite et ancien vice-président de la république du Botswana (aujourd'hui décédé) ) est devenu leur premier commandant à la suite de leur formation. L'ancien président de la république du Botswana, le lieutenant-général Seretse Khama Ian Khama, alors général de brigade, en était le commandant adjoint. Fait inhabituel pour une force militaire africaine, et principalement attribuable au fait qu'elle a été fondée après l'indépendance du Botswana, la Force terrestre du Botswana n'a pas été formée à partir d'unités coloniales, elles-mêmes formées par une puissance colonisatrice, mais plutôt à partir des restes de l'unité de police à cheval du Botswana, auparavant connue sous le nom de Bechuanaland Mounted Police, une unité de la police britannique d'Afrique du Sud.
Les missions des forces de défense terrestres sont vastes pour une armée conventionnelle, ce qui suggère que le gouvernement du Botswana et les FTB souscrivent à une vision assez large de la « sécurité » et considèrent les forces de défense comme une unité appropriée pour l'assurer, malgré le fait que cette décision fut discutée au sein même des médias internes des FTB. Il est attendu d'elles d'être une force apolitique rattachée à l'état.
Les missions actuelle des Forces terrestres du Botswana sont les suivantes :
- Assurer la sécurité et la stabilité nationale
- Protéger les personnes et leurs biens
- Protéger la constitution du Botswana pour garantir l’état de droit
- Défendre l'intégrité territoriale du Botswana sur terre et dans les airs
- Préserver le Botswana en tant qu’État libre, indépendant et souverain
- Assister les autorités civiles dans les opérations de soutien interne
- Renforcer les relations internationales du Botswana en participant à des activités de coopération en matière de sécurité régionale et internationale[4].

## Structure et organisation
Le commandant en chef des FTB est Mokgweetsi Masisi, l'actuel président du Botswana. Le lieutenant-général Placid Segokgo le seconde.

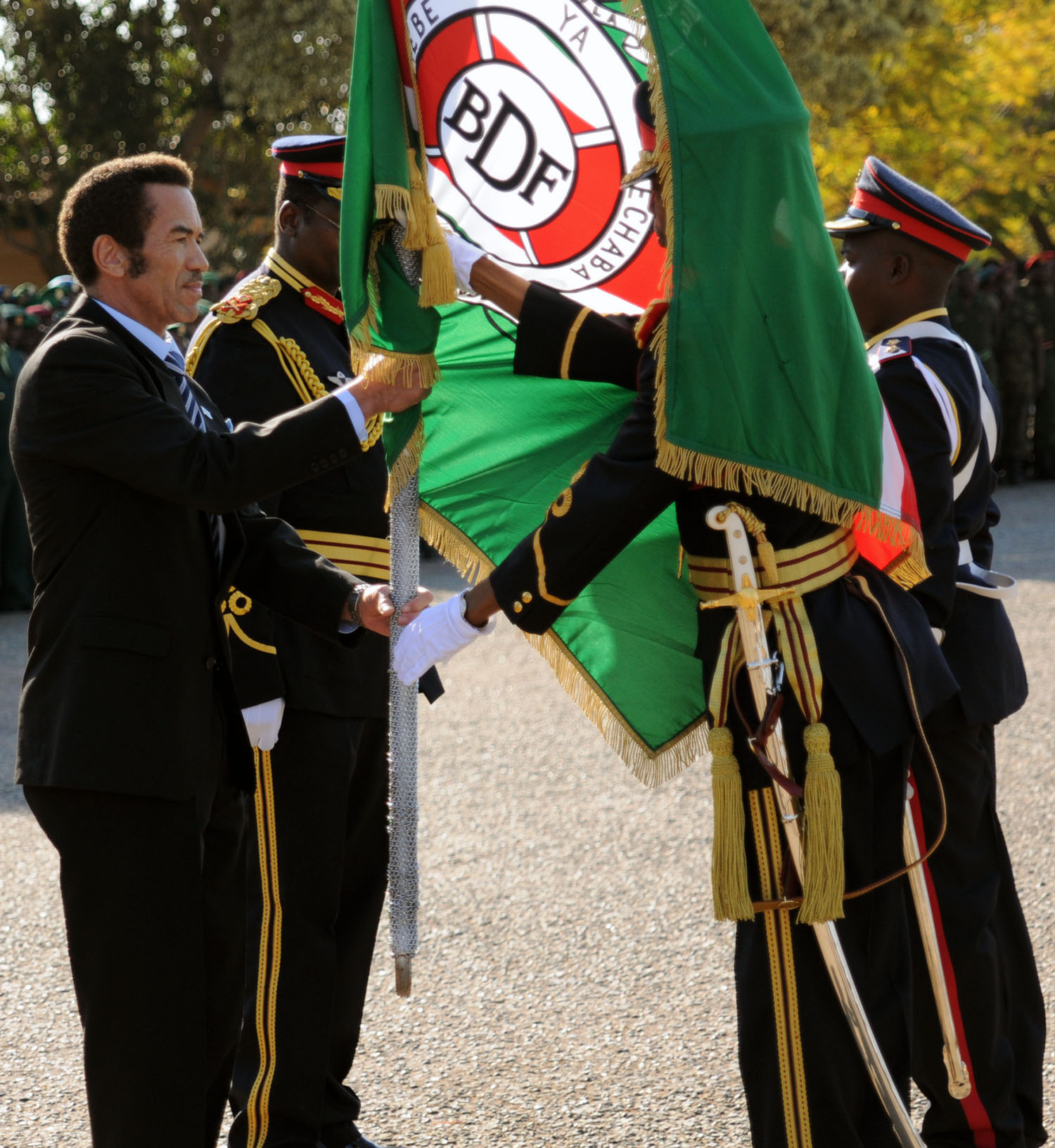
Changement de commandement des Forces de défense du Botswana en 2012.

Les différentes unités des Forces terrestres du Botswana sont les suivantes :
- 1re Brigade Blindée (Gaborone)
- 1re brigade d'infanterie (brigade mécanisée à Gaborone)
- 2e brigade d'infanterie (brigade motorisée à Francistown)
- 3e brigade d'infanterie (brigade motorisée à Ghanzi)
- 1er Régiment de Commandos (Gaborone)
- Quatre bataillons d'infanterie indépendants
- Deux brigades blindées d'artillerie
- Un régiment du génie de combat
- 1er bataillon de défense aérienne
- Aile fluviale de l'armée (y compris l'unité de plongée)

## Grades et insignes
Les FTB et l'armée de l'air du Botswana maintiennent le même système de classement, basé sur les systèmes de classement britanniques ou du Commonwealth. Les classements sont les suivants :

### Grades d'officier commissionné
Insigne de grade des officiers commissionnés :
| Grades                         | Officiers généraux                         | Officiers supérieurs             | Officiers subalternes                          |
| Forces terrestres Botswanaises | Lieutenant-Général Général-Major Brigadier | Colonel Lieutenant-colonel Major | Capitaine Premier-Lieutenant Second-Lieutenant |
| ------------------------------ | ------------------------------------------ | -------------------------------- | ---------------------------------------------- |

### Autres rangs
Insignes de grade des sous-officiers et du personnel enrôlé :
 Adjudant 1ère classe /  Adjudant 2nd classe /  Sergent-chef /  Caporal /  Lance corporal /  Soldat (ou équivalent)

## Véhicules et équipements
Les FTB utilisent une large gamme d’armes et de véhicules modernes. Ses fournisseurs sont la Russie ainsi que certains pays occidentaux, dont la Suisse, les États-Unis, la France, l'Allemagne, les Pays-Bas, l'Autriche, la Belgique, l'Italie et le Royaume-Uni.
En 2016, le ministère de la Défense du Botswana a commandé 45 véhicules blindés Mowag Piranha fabriqués par General Dynamics Suisse.

## Sources
- (en) International Institute for Strategic Studies, The Military Balance 2019, Londres, Routledge, 15 février 2019 (ISBN 9781857439885)
- (en) Lekoko Kenosi, The Botswana Defence Force and Public Trust: The Military Dilemma in a Democracy
- (en) Otitisitswe B. Tiroyamodimo, « Why is security a contested concept? », Sethamo (Botswana Defence Force Newsletter),‎ décembre 2001